# Hypergalaxie
Hypergalaxie je galaxie obklopená trpasličími galaxiemi. Téměř všechny obří galaxie a kompaktní skupiny galaxií obklopují trpasličí galaxie. Takovéto skupiny galaxií, jejichž středem je jakési jádro, utvořené buď jednou nebo vícero obřími galaxiemi nebo skupinou kompaktních galaxií, nazýváme hypergalaxií. V naší Místní skupině galaxií nalezneme hned dvě velké hypergalaxie. Jádrem jedné je naše Galaxie, jádrem druhé Velká galaxie v Andromedě. Jádra těchto hypergalaxií jsou od sebe vzdálena 2,25 milionů světelných let. Shlukování galaxií nás přivádí k myšlence, že galaxie vznikají, podobně jako hvězdy, ve skupinách. Zdá se, že právě hypergalaxie jsou těmi prvotními skupinami galaxií.